# Achter-Lindt
Achter-Lindt is een buurtschap in de gemeente Zwijndrecht. De buurtschap ligt vlak bij de Lindtsedijk en de HSL-Zuid spoorlijn. Achter-Lindt ligt ten zuidoosten van Kleine-Lindt en ten westen van Zwijndrecht. Een parallelweg van de Lindeweg die van Kleine-Lindt naar Zwijndrecht loopt komt uit in Achter-Lindt.